# 西里尔·庞南佩鲁马
西里尔·庞南佩鲁马（1923年10月16日—1994年12月20日）是一位斯里兰卡科学家，出生于斯里兰卡南部省的加勒，毕业于马德拉斯大学，知名于对生命起源的研究，1980年获奥巴林奖章。